# Sekhemkhet
Sekhemkhet (fl. XXVII secolo a.C.) è stato un faraone appartenente alla III dinastia egizia.

## Biografia

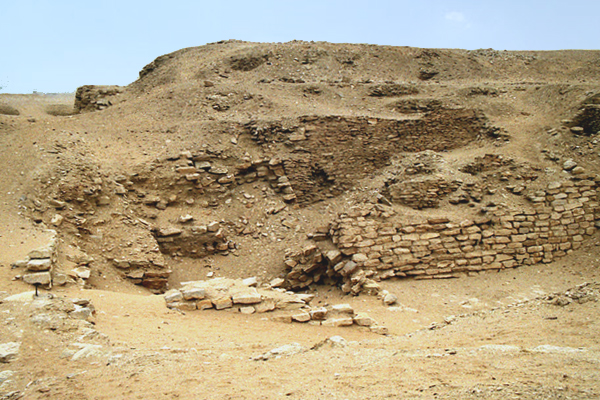
Resti della piramide incompleta di Sekhemkhet

La scoperta dell'esistenza di questo sovrano risale al 1950 quando, nei pressi della piramide a gradoni di Djoser, furono scoperte le fondamenta e la camera sepolcrale di una piramide incompleta attribuita appunto a Sekhemkhet.
Gli studiosi ritengono che la causa del mancato completamento della piramide possa essere stata la prematura morte del sovrano dopo solamente sei anni di regno.

## Liste reali
| t · t | i |

| t · t | i |

| t · t | i |

| t · t | i |

| t · t | i |

| t · t | i |

| t · t | i |

| t · t | i |

| D45 | t · t | i |

| D45 | t · t | i |

| D45 | t · t | i |

| D45 | t · t | i |

| D45 | t · t | i |

| D45 | t · t | i |

| D45 | t · t | i |

| D45 | t · t | i |

| D45 · r | t · Z4 | G7 |

| D45 · r | t · Z4 | G7 |

| D45 · r | t · Z4 | G7 |

| D45 · r | t · Z4 | G7 |

| D45 · r | t · Z4 | G7 |

| D45 · r | t · Z4 | G7 |

| D45 · r | t · Z4 | G7 |

| D45 · r | t · Z4 | G7 |

## Titolatura
| G5 |

| G5 |

| S29 | S42 | X |

| S29 | S42 | X |

| S29 | S42 | X |

| S29 | S42 | X |

| S29 | S42 | X |

| S29 | S42 | X |

| S29 | S42 | X |

| S29 | S42 | X |

| G16 |

| G16 |

|  |

| G8 |

| G8 |

|  |

| M23 · X1 | L2 · X1 |

| M23 · X1 | L2 · X1 |

| D45 · D21 | X1 · Z4 |

| D45 · D21 | X1 · Z4 |

| D45 · D21 | X1 · Z4 |

| D45 · D21 | X1 · Z4 |

| D45 · D21 | X1 · Z4 |

| D45 · D21 | X1 · Z4 |

| D45 · D21 | X1 · Z4 |

| D45 · D21 | X1 · Z4 |

| G39 | N5 |

| G39 | N5 |

|                   | \| \| \| Non ancora in uso \| \| \| |
|                   |                                     |
| Non ancora in uso |                                     |
|                   |                                     |

|                   |
| Non ancora in uso |
|                   |

Il nome "n swt bt" è stato rinvenuto anche nella forma
| D45 · r | i | t · t |

ḏsr i t t  - Djoser Iteti

## Altre datazioni
| Autore        | Anni di regno         |
| ------------- | --------------------- |
| von Beckerath | 2645 a.C. - 2638 a.C. |
| Malek         | 2609 a.C.- 2603 a.C.  |